# Искусственный разум и новая эра человечества
Искусственный разум и новая эра человечества (англ. The Age Of AI And Our Human Future) — книга Генри Киссинджера, написанная в соавторстве с Эриком Шмидтом и Дэниэлом Хаттенлокером. Одна из последних книг Генри Киссинджера, над которой он работал в возрасте 98 лет.

## Описание
Книга повествует о сложной и дискуссионной позиции ИИ в современном обществе. По мнению авторов, несмотря на многие позитивные явления, которые сопровождают деятельность ИИ и человека, где , в частности, говорится о необъяснимой логике деятельности ИИ для самих его инженеров и программистов, когда открываются новые антибиотики и принимаются шахматные решения, удивительные даже для международных гроссмейстеров, все же его непредсказуемость и эмерджентность может привести к тяжелым последствиям без должного контроля, в первую очередь, со стороны государства. В работе поднимаются этические и философские вопросы, связанные с деятельностью искусственного интеллекта на современной стадии и ожидаемого общего искусственного интеллекта, который, вероятно, будет многофункциональным и многократно превосходящим современные аналоги. В заключении авторы поднимают серьезную проблему: если Кант, описывая реальность, говорит, что человек познавая ее, познает собственный категории рассудка и разума, а "вещь в себе" в чистом виде ему недоступна, - что если искусственный разум воспринимает ее совершенно отличным от человека образом, находясь далеко от человеческих аналогий, ему приписываемых? ( А может, учитывая его успехи, он даже ближе к познанию ее сущности?)

## Критика
Журналист "Нью-йорк таймс" Кевин Руз указывает, что авторы избегают вопроса о "ИИ фатализме" (т.е. о вере в программистских кругах в заданность курса ИИ и неизбежности его направления, где человечество оказывается в подчиненном и более пассивном положении) и многих других вещей, отдавая должное моральным предостережениям авторов.
Также он цитирует реакцию GPT-3 на эту книгу, предварительно спросив его мнение:
"Киссинджер, Шмидт и Хаттенлохер также не боятся исследовать темную сторону ИИ. Они ясно представляют, каким образом ИИ может позволить диктаторам следить за своими гражданами и манипулировать информацией, чтобы подстрекать людей к насилию."